# Libuše Patočková
Libuše Patočková (* 17. März 1933; † 1. Januar 2010) war eine tschechoslowakische Skilangläuferin.
Patočková, die für den Slavoj Kořenov startete, belegte in Cortina d’Ampezzo bei ihrer einzigen Teilnahme an Olympischen Winterspielen 1956 den 19. Platz über 10 km und zusammen mit Eva Benešová und Eva Lauermanová den sechsten Rang in der Staffel. Bei den Nordischen Skiweltmeisterschaften 1958 in Lahti lief sie zusammen mit Anna Fialová und Eva Benešová auf den fünften Rang in der Staffel. Bei tschechoslowakischen Meisterschaften siegte sie dreimal über 10 km (1955, 1958, 1960) und zweimal über 5 km (1957, 1959).